# Barbut verd gegant
El barbut verd gegant (Psilopogon virens) és una espècie d'ocell de la família dels megalèmids (Megalaimidae).

## Hàbitat i distribució
Habita als boscos, des dels Himàlaies (900-3000 m), des de l'extrem nord del Pakistan, cap a l'est, a través del nord de l'Índia, sud del Tibet i Myanmar fins al sud de la Xina, nord-oest de Tailàndia, nord de Laos i nord del Vietnam.